# Oggi
Oggi est une revue hebdomadaire italienne éditée par RCS MediaGroup. C'est l'un des magazines populaires les plus diffusés, avec un tirage moyen de 354 884 exemplaires en janvier 2016. Fondé en 1939 par Angelo Rizzoli, ce magazine italien a connu par le passé une grande diffusion, avec 950 000 exemplaires en 1970.

## Historique

### Fondation
En février 1939, le régime fasciste impose la fermeture de l'hebdomadaire Omnibus (it). Dirigé par Leo Longanesi, c'était le périodique le plus prestigieux parmi les publications d'Angelo Rizzoli, éditeur et producteur de cinéma milanais. Ce dernier, pour éviter de perdre l'acquis d'Omnibus, pense à fonder un nouvel hebdomadaire, reprenant de l'ancien le format et la structure, mais sans les hommes de la rédaction.
Leo Longanesi, frappé d'ostracisme, ne peut plus signer aucun article, et encore moins apparaître comme le directeur d'une revue. De plus, le ministère de la Culture populaire, pour s'assurer un journal aligné avec le régime, impose de nommer à la direction de la nouvelle revue deux jeunes. Angelo Rizzoli décide de nommer deux de ses élèves, Arrigo Benedetti (it) et Mario Pannunzio (it). Les deux acceptent et sortent en quelques mois la nouvelle revue. Le premier numéro de Oggi - settimanale di attualità e letteratura (« Aujourd'hui - hebdomadaire d'actualité et littérature ») sort le samedi 3 juin 1939. Le journal était réalisé matériellement à Rome, au numéro 69 de la via Regina Elena ; le siège légal était à Milan, auprès de l'entreprise de Rizzoli, au numéro 6 de la piazza Carlo Erba.
Sous la direction d'Arrigo Benedetti (directeur) et de Mario Pannunzio (codirecteur), de jeunes écrivains qui auront plus tard une réputation internationale publient leurs écrits : Elsa Morante, Ennio Flaiano, Giaime Pintor (it), Tommaso Landolfi, Vitaliano Brancati et Elio Vittorini.
Dans le numéro du 31 janvier 1942, un article intitulé La guerra degli oceani estime qu'en cas de confrontation entre la flotte militaire allemande et celle des États-Unis, cette dernière l'emporterait. L'ambassadeur allemand en Italie Hans Georg von Mackensen (de) proteste officiellement, à la suite de quoi le régime ordonne la fermeture du journal pour défaitisme.
Sous le titre de Settegiorni et la direction confiée à Giovanni Mosca (it), la revue recommence à paraître le 2 mai 1942 jusqu'au 4 septembre 1943, quand le siège de la société de Rizzoli à Milano est bombardé et doit donc être abandonnée.

### De 1945 à nos jours
Après la guerre, Angelo Rizzoli, qui possède encore le titre, souhaite relancer la revue. Pour faire sortir le journal, comme il n'a pas l'autorisation des autorités américaines, il s'adresse à l'écrivain Edilio Rusconi (it), qui possède un permis en son nom propre. La revue revient dans les kiosques le 21 juillet 1945, sur 16 pages au format tabloïd, avec Edilio Rusconi à sa direction - et pendant trois ans il en est également déclaré comme l'éditeur.
En 1947, la revue adopte une nouvelle charte typographique, qu'elle gardera jusqu'en 2011. En novembre, la revue réussit un scoop avec un reportage sur les noces de la princesse Élisabeth II du Royaume-uni. C'est également son premier reportage en couleurs, et passe d'un coup de 100 000 exemplaires à 250 000. En 1949, avec l'accident aérien de Superga, qui frappe l'équipe de Torino Football Club, elle monte au demi-million de copies. La ligne éditoriale était trouvée : le public voulait des faits divers, parfois dramatiques, à côté de reportages qui permettaient de rêver à un futur en rose.
La période d'or continue dans les années 1950. Les articles les plus lus sont les hommages à des célébrités ou leurs autobiographies, comme le coureur cycliste Fausto Coppi ou la veuve de Mussolini, Rachele Mussolini, ainsi que les mariages de têtes couronnées ou de stars d'Hollywood.
En 1962, Oggi adopte définitivement la couleur. Parmi les premières couvertures, celle sur la disparition de Marilyn Monroe en août 1962, où le tirage atteint pour la première fois le million d'exemplaires. La direction augmente les reportages sur les continents non européens, et le nombre de pages, jusqu'à 196. À l'automne 1973, la revue s'assure la collaboration d'Indro Montanelli, une des principales signatures du journalisme italien, qui a quitté le Corriere della Sera. Sa rubrique, nommée La Stanza di Montanelli puis Dialoghi col direttore di "Oggi", paraît du numéro 47 du 22 novembre 1973 jusqu'au printemps 2001.
En mai 2011, la charte graphique et le logo sont rénovés. La phrase Il settimanale della famiglia italiana est remplacée par Il newsmagazine delle famiglie italiane.

## Directeurs
- Mario Pannunzio (it) et Arrigo Benedetti (it) (3 juin 1939 - 31 janvier 1942)
- Edilio Rusconi (it) (21 juillet 1945 - 29 novembre 1956)
- Emilio Radius (it) (6 décembre 1956 - 31 mai 1962)
- Lamberto Sechi (it) (7 juin 1962 - 6 février 1964)
- Vittorio Buttafava (it) (13 février 1964 - 8/14 novembre 1976)
- Paolo Occhipinti (it) (15/21 novembre 1976 - 7 décembre 1979)
- Willy Molco (it) (14 décembre 1979 - 22 septembre 1982)
- Paolo Occhipinti (29 septembre 1982 - 6 juillet 2005)
- Pino Belleri (13 juillet 2005 - 19 novembre 2008)
- Andrea Monti (it) (26 novembre 2008 - février 2010)
- Umberto Brindani (it) (février 2010 -)

### Crédits de traduction
- (it) Cet article est partiellement ou en totalité issu de l’article de Wikipédia en italien intitulé « Oggi » (voir la liste des auteurs).